# Ballou Tabla
Ballou Jean-Yves Tabla (* 31. März 1999 in Abidjan, Elfenbeinküste) ist ein kanadischer Fußballspieler.

## Karriere

### Verein
Ballou Tabla kam 2012 in die Akademie von Montreal Impact. Danach spielte er für den CS Panellinios. Im April 2015 kehrte er zu Montreal Impact zurück.
Im November 2015 wechselte er zum FC Montréal, der Zweitmannschaft von Montreal Impact. Im April 2016 debütierte er gegen den Toronto FC II in der USL. Bei jener 1:2-Niederlage erzielte er den Treffer zum zwischenzeitlichen 1:1.
Zur Saison 2017 erhielt er bei Montreal Impact einen Zweijahresvertrag. Sein Debüt in der MLS gab er im März 2017, als er gegen die San José Earthquakes in der 63. Minute für Dominic Oduro eingewechselt wurde.
Am 25. Januar 2018 wechselte Tabla in die spanische Segunda División in die zweite Mannschaft des FC Barcelona. Er erhielt einen Vertrag bis zum 30. Juni 2021 mit einer Option auf zwei weitere Spielzeiten, dessen Ausstiegsklausel bei 25 Millionen Euro sowie bei Ziehen der Option bei 75 Millionen Euro liegt.

### Nationalmannschaft
Tabla spielte für diverse kanadische Jugendnationalauswahlen. 2016 spielte er erstmals für die kanadische U-20-Mannschaft.